# Joël Schingtienne
Joël Marcel Schingtienne (12 agosto 2002) è un calciatore belga, difensore del Venezia.

## Carriera
Cresciuto nei settori giovanili di Anderlecht e OH Lovanio, ha esordito con la prima squadra del club di Lovanio il 15 aprile 2023, nella partita di campionato vinta per 0-4 contro l'Ostenda Il 26 luglio firma il primo contratto professionistico, di durata triennale.
Il 28 agosto 2024 viene acquistato dal Venezia, con cui firma fino al 2029. Esordisce con i veneti il 14 settembre, nella partita persa per 4-0 in casa del Milan, in cui gioca da titolare. 

## Statistiche

### Presenze e reti nei club
Statistiche aggiornate al 24 maggio 2025.
| Stagione          | Squadra           | Campionato        | Campionato | Campionato | Coppe nazionali | Coppe nazionali | Coppe nazionali | Coppe continentali | Coppe continentali | Coppe continentali | Altre coppe | Altre coppe | Altre coppe | Totale | Totale |
| Stagione          | Squadra           | Comp              | Pres       | Reti       | Comp            | Pres            | Reti            | Comp               | Pres               | Reti               | Comp        | Pres        | Reti        | Pres   | Reti   |
| ----------------- | ----------------- | ----------------- | ---------- | ---------- | --------------- | --------------- | --------------- | ------------------ | ------------------ | ------------------ | ----------- | ----------- | ----------- | ------ | ------ |
| 2022-2023         | OH Lovanio U23    | N1                | 22         | 1          | -               | -               | -               | -                  | -                  | -                  | -           | -           | -           | 22     | 1      |
| 2022-2023         | OH Lovanio        | D1                | 1          | 0          | CB              | 0               | 0               | -                  | -                  | -                  | -           | -           | -           | 1      | 0      |
| 2023-2024         | OH Lovanio        | D1                | 35         | 1          | CB              | 3               | 0               | -                  | -                  | -                  | -           | -           | -           | 38     | 1      |
| lug.-ago. 2024    | OH Lovanio        | D1                | 4          | 0          | CB              | 0               | 0               | -                  | -                  | -                  | -           | -           | -           | 4      | 0      |
| Totale OH Lovanio | Totale OH Lovanio | Totale OH Lovanio | 40         | 1          |                 | 3               | 0               |                    | -                  | -                  |             | -           | -           | 43     | 1      |
| ago. 2024-2025    | Venezia           | A                 | 16         | 0          | CI              | 0               | 0               | -                  | -                  | -                  | -           | -           | -           | 16     | 0      |
| Totale carriera   | Totale carriera   | Totale carriera   | 78         | 2          |                 | 3               | 0               |                    | -                  | -                  |             | -           | -           | 81     | 2      |